# كلية الطب جامعة الأزهر بالقاهرة
كلية الطب جامعة الأزهر بالقاهرة هي إحدي كليات طب جامعة الأزهر، تقع بحي مدينة نصر بالعاصمة المصرية القاهرة، تنقسم إلى فرعين واحد للبنين، أنشأ سنة 1961، والأخر للبنات، وأنشأ سنة 1979، وتعد أول كلية من كليات طب جامعة الأزهر، كما أنها تعد من أوائل كليات الطب المصرية عموما من حيث ترتيب الإنشاء بعد كلية طب القصر العيني (أنشئت سنة 1827).

## التاريخ
أنشأت كلية الطب جامعة الأزهر بمقتضي القانون رقم (103) الصادر في (5) من يوليو عام 1961 بشأن إعادة تنظيـم الأزهر والهيئات التـي يشملها. ولم يكن إنشاء كلية للطب في رحاب الأزهر بعد تطويرة أمراً مستغرباً، فقد كان الأزهر الشريف أقدم الجامعات القائمة في العالم منذ بدء الدراسة به بالقاهرة سنة 675، وكان معنيا بالدراسة والبحوث الدينية بمختلف أنواعها والفلسفة الإسلامية واللغة العربية والأدب العربي، مما وطد مكانته كمركز للإشعاع الفكري وكعبة للدراسات الإسلامية والعربية للعالم العربي والإسلامي.
ونظرا للتقدم الهائل والاكتشافات الحديثة والمستمره في مختلف العلوم كالطب وعلوم الصحة والصيدلة والكيمياء والهندسة والرياضيات وغيرها من العلوم التي أسهم في تقدمها قديما علماء العرب والمسلمون، فقد حرص الأزهر علي أن يحافظ علي مكانته كمنارة لمختلف العلوم حتي في وسط هذا الكم الهائل من التقدم الحديث، ومن هنا كان قرار تنظيم الأزهر لإلحاق هذه العلوم بعلومه الأساسية ومن بين هذه العلوم علم الطب، فكان الهدف من إنشاء كليـة طب جامعة الأزهر تزويد الوطن العربي والإسلامي بالأطباء العلماء الذين يجمعـون علومهم الطبية المختلفة إلي جانب ثقافتهم الأزهرية، كالإيمان بالعقيدة الإسلاميـة، والتفقه في الشريعة ككفاية علمية، هذا بالإضافة إلي دراسة الأحكام الفقهية لما هو متعلق بعلوم الطب كحم نقل الأعضاء بين الكائنات الحية وغيرها من الأحكام ككفاية علمية ومهنية.
وقد وضع حجر الأساس للكلية في مدينة نصر بالقاهرة في عام 1963، واستقبلت الكلية طلاب الفرقة الأولي في أكتوبر عام 1965، وكان عـدد أعضاء هيئة التدريس عند بدء الدراسة في الكلية في أكتوبر 1965 لا يتجاوز عدد اثنين (أستاذ) وعشرة من الأساتذة المساعدين والمدرسين وثلاثين من المعيدين، وكان عدد الطلاب في العام الجامعي (1964 / 1965) عنـد افتتاح الكلية (213) طالب.
تم وضع حجر الأساس لإنشاء كلية الطب (للبنات) في عام 1964 عندما أصدر مجلس الجامعة قرارا بإنشاء قسم لدراسة الطب والجراحة، وكان خاصا للبنات، وكان المسؤول عن تدريس العلوم الطبية المصرية وفقا لنظام التعليم الطبي، وتشمل هذه المسؤولية تدريس العلوم الطبية، والقيام بالأبحاث العلمية في مجالات التشخيص والعلاج والطب الوقائي، بجانب تعليم العلوم الإسلامية.
في عام 1964 بدأت الدراسة بالكلية وأعقب ذلك إنشاء الأقسام الأكاديمية، حيث أنه في عام 1969 كانت الدراسة الأكاديمية في معامل الكلية، وكانت الدراسة العملية في مستشفى منشية البكري بعد الاتفاق مع وزارة الصحة، كما بدأت الدراسات العليا في جميع الإدارات التابعة للكلية في عام 1971، وفي عام 1979 ووفقا للقرار الجمهوري رقم 166 لسنة 1979 تم تحويل القسم إلى كلية مستقلة.

## أقسام الكلية
تضم كلية الطب بفرعيها الأقسام التالية:
- قسم التشريح والأجنة.
- قسم الهستولوجي.
- قسم علم وظائف الأعضاء.
- قسم الكيمياء الحيوية.
- قسم علم الأمراض.
- قسم علم الأدوية.
- قسم الطفيليات.
- قسم الأحياء الدقيقة.
- قسم طب المجتمع والصناعات.
- قسم الطب الشرعي والسموم.
- قسم الدراسات الإسلامية.
- قسم الأمراض الباطنة.
- قسم جراحة التجميل والحروق
- قسم الجراحة بأنواعه.
- قسم التخدير.
- قسم التوليد وأمراض النساء.
- قسم الأمراض الجلدية والتناسلية.
- قسم أمراض القلب والأوعية الدموية.
- قسم الأمراض الصدرية.
- قسم الأمراض النفسية والعصبية.
- قسم الأمراض المتوطنة.
- قسم الطب الطبيعي والروماتيزم.
- قسم جراحة الأذن والأنف والحنجرة.
- قسم جراحة المسالك البولية.
- قسم جراحة العظام.
- قسم جراحة وطب العين.
- قسم طب الأطفال.
- قسم الأشعة التشخيصية.
- قسم علاج الأورام والطب النووي.
- قسم الباثولوجيا الإكلينيكية.
- قسم جراحة المخ والأعصاب.

## نظام الدراسة
في البداية التحق بالكلية طلاب حاصلون على الثانوية الأزهرية، وطلاب حاصلون على الثانوية العامة بشرط نجاحهم في معهد الإعداد والتوجيه، وكان نظام الدراسة يبدأ بمعهد الإعداد والتوجيه، ويلتحق به الطلاب الحاصلون على الثانوية العامة، ويدرس الطلاب في هذه المرحلة مواد الكيمياء والطبيعة وعلوم الحياة والمواد الإسلامية لمدة عام تمهيدا للالتحاق بكلية الطب، وقد تم تحويل مسمى هذه الدراسة فيما بعد إلى مسمى الفرقة التأهيلية. كانت مدة الدراسة للطلاب بكلية الطب خمس سنوات، يدرسون فيها العلوم الطبية الأساسية إلى جانب الدراسات الإسلامية، ولكن بعد تطوير الكلية والتعليم الطبى، تم إلغاء الفرقة التأهيلية، وأصبح قبول الطلاب بالكلية محصور على الطلاب الحاصلين على الثانوية الأزهرية اعتباراً من العام الجامعى 1981 / 1982، وأصبحت الدراسة بالكلية 6 سنوات بالإضافة لسنة الامتياز.

## الدرجات الممنوحة
- درجة البكالوريوس في الطب والجراحة.
- (27) درجة دبلوم
- (33) درجة ماجستير.
- (32) درجة دكتوراة في مختلف التخصصات الطبية.

## المستشفيات التابعة
يتبع كلية الطب جامعة الأزهر بالقاهرة عدد من المستشفيات التعليمية هي:
- مستشفى سيد جلال الجامعي

يقع في حي باب الشعرية، بلغت طاقته الاستيعابية سنة 2023 حوالي 1505 سرير، واستقبل بمتوسط 6000 مريض يوميًا، وأُجري به أكثر من 45 ألف عملية جراحية.
- مستشفى الحسين الجامعي

يقع في حي الدرَاسة، بلغت طاقته الاستيعابية سنة 2018 حوالي 1200 سرير.
- مستشفى جامعة الأزهر التخصصي

يقع في حي مدينة نصر، بلغت طاقته الاستيعابية سنة 2015 حوالي 850 سرير.
- مستشفى الزهراء الجامعي

يقع في حي العباسية، بلغت طاقته الاستيعابية سنة 2015 حوالي 811 سرير.
- المركز الإسلامي لأمراض القلب وجراحاته

يقع في حي مدينة نصر، وأُجري به أكثر من 1500 عملية جراحية سنة 2019.

## مكتبة الكلية
تقع مكتبة الكلية بمني الكلية بالدور الثاني، وتضم عدد هائل من البحوث العلمية ورسائل الماجستير والدكتوراه، كما أنها تحتوي على العديد من الكتب التي تتناول العلوم الطبية الأساسية، والتي تزود الطلاب المقيدون بالكلية بما يحتاجونه من كتب.
يرجع تاريخ إنشاء المكتبة إلى أواخر الستينيات، حيث تكونت بالكلية جمعية علمية قامت منذ عام 1974 بإصدار مجلة طب الأزهر التي نشرت بحوث أعضاء هيئة التدريس بالكلية وكليات الطب الأخرى، كما تم إنشاء مكتبة صغيرة بها العديد من الكتب، وكانت تضم مكتبة الطب البشري ومكتبة طب الأسنان ومكتبة كلية الصيدلة، وكانت في البداية عبارة عن قاعة واحدة للإطلاع لا تزيد مساحتها عن 30 متراً مربعا وغرفه بها مكاتب العاملين بالمكتبة، وتم تطويرها وتوسيعها عام 1990 في فترة عمادة الأستاذ الدكتور زكريا الشيخة، والذي اهتم بالمكتبة اهتماما كبيرا، فقام بإعادة تأسيسها من جديد، حيث وفر لها مكانها الحالي، وتحولت قاعة الإطلاع الوحيدة إلي عدد من قاعات الإطلاع علي مساحة 400 متر مربع وانفصلت عنها مكتبات كليات طب الأسنان والصيدلة وأصبحت علي وضعها الحالي.
تتكون المكتبة من القاعة الرئيسية وهي تسع لأكثر من 140 زائر وتقدم هذا القاعة خدمتها إلي كافة أعضاء هيئة التدريس وطلبة الدراسات العليا حيث تحتوي علي حوالي 18.000كتاب ومرجع طبي في جميع التخصصات الطبية، قاعة الرسائل تحتوي هذه القاعة الرسائل والأبحاث العلمية، وتشمل هذه القاعة علي أكثر من 15.000 رسالة وبحث طبي في كافه التخصصات الطبية، وقاعة الطلبة: تشمل هذه القاعة مكتبة خاصة بالطالب والتي تخدم طلاب الفرق الدراسية بالكلية من الفرقة الأولي حتى الفرقة السادسة وملحق بها قاعة الإطلاع الخاصة بالطلاب.

## عمداء الكلية

### فرع البنين
- علي حمد مطاوع (1963 - 1969)
- يحيي علي شاهين (1969 - 1973)
- عبد الواحد أحمد بصيلة (1973 - 1977)
- فؤاد إبراهيم الحفناوي (1977 - 1979)
- خليفة عبد اللطيف كمالي (1979 - 1981)
- حسن عبد العال (1981 - 1984)
- محمد احمد نور الدين (1985 - 1988)
- رفعت عبد الحميد حبلص (1988 - 1990)
- زكريا السيد الشيخة (1990 - 1996)
- محمد مختار جمعة (1996 -1997)
- إسماعيل محمد خلف (1997 - 2000)
- جمال أبو السرور (2000 - 2001)
- أحمد مسعد زكي (2001 - 2002)
- محمد حمدي بدراوي (2002 - 2003)
- شريف عزت عبد العزيز (2003 - 2005)
- أسامة الغنام (2005 - 2007)
- إسماعيل شبابيك (2007 -2010)
- محمد البهي رضا (2010 - 2012)
- عصام عبد المحسن (2012 -2014)
- إسحاق عبد العال (2014 - 2015)
- أحمد سليم (2015 - 2020)
- حسين أبو الغيط (2020 - )

### فرع البنات
- سميحة محمود الباجورى (1980 - 1986)
- حسن نشأت عبد الفتاح (1986 - 1994)
- سناء محمود حتحوت (1994 - 1999)
- رجاء حافظ أباظة (1999 - 2000)
- سميرة صدقى الملاح (2000 - 2005)
- نبيلة أنور الشيخ (2005 - 2007)
- نجوى حسن عبد العال (2007 - 2011)
- مها فريد عقل (2011 - 2017)
- سمية الشاذلي (2017 - 2018)[7]
- نيرة حسن عبد الرحيم مفتاح (2018 - 2022)[8]
- هناء العبيسي (2022 - )

## أهم الخريجين
- ماجد محمد محمد إسماعيل
- عصام عبد المحسن
- هاني البنا
- محمد سعيد رسلان
- محمد البلتاجي
- محمد محمد شعلان

## وصلات خارجية
- الموقع الرسمي لكلية الطب جامعة الأزهر بالقاهرة (بنين).
- الموقع الرسمي لكلية الطب جامعة الأزهر بالقاهرة (بنات).